# Begonia scottii
Espèce
Begonia scottii est une espèce de plantes de la famille des Begoniaceae.
Elle a été décrite en 2005 par Mark C. Tebbitt (2000).